# Besoin
Pour les articles homonymes, voir Besoin (homonymie).
Un besoin recouvre l'ensemble de tout ce qui apparaît « être nécessaire » à un être, que cette nécessité soit consciente ou non. De nombreuses classifications des besoins ont été proposées (cf. ci-dessous). Elles sont souvent contestées au motif qu'elles postulent que les besoins sont identiques pour tous les êtres humains. Ce postulat est en particulier relativisé sinon contesté par l'existence du désir, du projet ou de la vocation, qui – pour les psychologues et les psychanalystes – constituent le fait majeur de la personne en tant que sujet.
Les besoins fondamentaux tels que l'air, l'eau, la nourriture et la protection contre les dangers environnementaux sont nécessaires à la vie d'un organisme. Outre les besoins fondamentaux, les êtres humains ont également des besoins de nature sociale ou sociétale, tels que le besoin de socialisation ou d'appartenance à une unité familiale ou à un groupe. Les besoins peuvent être objectifs et physiques, comme le besoin de nourriture, ou psychiques et subjectifs, comme le besoin d'estime de soi. Le concept de « besoin non satisfait » est lié aux besoins non satisfaits dans un contexte social.

## Étymologie
Le terme provient du francique « bisunnia » formé à partir du préfixe germain « bi- » signifiant « auprès » (cf l'allemand « bei ») et du radical « soin ». 
Le terme est ainsi voisin dès le XIIe siècle de mots anciens tels que :
- besogne : « pauvreté, nécessité » (forme féminine du besoin) puis « travail et souci » (dont l'usage perdure jusqu'au XVIIe siècle) ;
- besogner : « être dans le besoin » et besogneux : « qui est dans le besoin ».

## Enjeux et éthique
Pour Pierre Goguelin, professeur de psychologie du travail, le sujet « subit » son besoin, tandis qu'il « exprime » son désir, son projet, sa vocation. Le désir est un affect existentiel et personnel, Cet obscur objet du désir renvoie à son inaccessibilité, à l'impossibilité à combler le manque.
Lorsque le besoin est frustré, il correspond à une sensation de manque, d'inconfort ou de privation, qui est accompagné par l'envie de la faire disparaitre par un comportement menant à un mieux-être à travers un désir. Lorsque le besoin est satisfait, il engendre un sentiment de bien-être, de plaisir et de joie, accompagné d'un désir de faire durer cette satisfaction.

## Hiérarchie
Les besoins se situent à la jonction entre le biologique et le culturel, entre le corps et l'esprit, et mettent en jeu l'interaction entre l'individu et son environnement. Les travaux de référence réalisés en la matière débouchent sur l'idée d'un classement des besoins humains en trois grandes catégories : les besoins fondamentaux, les besoins primaires, les besoins secondaires[réf. souhaitée] :
- les besoins fondamentaux, également appelés besoins élémentaires, nécessaires ou encore physiologiques, sont les besoins indispensables au système « humain » en tant qu’élément de base vivant dans un environnement défini : l'individu doit pouvoir se protéger des éléments qui mettent en péril son intégrité personnelle et son fonctionnement de base : Se loger, s'habiller, assurer sa sécurité physique, se nourrir (air, eau, aliments), se reproduire, assumer ses processus de régulation interne (phéromones, hormones, influx nerveux…), se mouvoir, maintenir les caractéristiques de son environnement direct dans le cadre d'un horizon prévisionnel suffisant, disposer d'une capacité de sauvegarde ou d'amélioration de son état de santé, d'avoir des contacts sociaux réels plutôt que fictifs (dans l'isolement total des phénomènes de dédoublement de personnalité peuvent survenir) ;
- les besoins primaires sont des besoins légitimes mais qui se distinguent des précédents dans la mesure où leur satisfaction ne présente pas le même caractère d'urgence « vitale ». Leur satisfaction, bien que moins urgente, présente un caractère nécessaire ou à tout le moins hautement souhaitable pour les personnes concernées. Ainsi, le besoin d'éducation ou de formation pourrait représenter cette catégorie : l'absence d'éducation n'empêche pas de survivre, mais demeure l'un des besoins dont la nécessité n'est pas contestable dès que l'assurance de la survie d'une personne est acquise. La définition et l'expression des besoins primaires dépendent directement de la personne elle-même, ainsi que de la situation concrète, du temps et de l'environnement où elle se trouve ;
- les besoins secondaires recouvrent les besoins légitimes qui permettent aux personnes de se réaliser humainement, voire idéalement de se surpasser. Comme le dit Karl Gustav Jung, il s'agit que chaque personne « puisse faire de sa vie un destin ». Ce type de besoin n'est pas une urgence vitale (besoin fondamental), ni une priorité nécessaire (besoin primaire), mais relève de la volonté de la personne de trouver un sens et de réaliser et/ou d'achever sa vie en conformité avec sa volonté, avec son projet ou sa vocation.

## Liste ou norme
Les auteurs n'ont pas manqué pour tenter de définir une liste — sinon une norme — des besoins censés être reliés à l'appartenance au genre humain. Ainsi le besoin de justice, de morale, d'appartenance à un collectif social plus vaste (exemple : la société, qui signifie être associé à […] ou la religion, qui étymologiquement veut dire « être relié à »), besoin de culture, et autres.
De telles classifications ne font cependant pas l'unanimité :
- sous une même dénomination elles peuvent désigner des catégories de besoins différentes[5],[6] ;
- l'origine des besoins cités pose un problème : certains considèrent comme étant des « besoins secondaires ou besoins d'ordre philosophique » ce que d'autres considèrent comme « besoins fondamentaux ou besoins primaires ».

En tout état de cause, il convient d'aborder avec prudence les listes à caractère prétendument « universel » : des distinctions semblent inévitables compte tenu de leur caractère relatif, subjectif, finalement dépendant des individus et du contexte social. Par exemple, dans les sociétés occidentales développées et sédentarisées, un logement chauffé, muni de l'eau courante est considéré comme besoin fondamental ou primaire, alors qu'il n'en va pas de même chez les tribus traditionnelles et nomades d'Afrique ou d'Asie.

### Selon Maslow

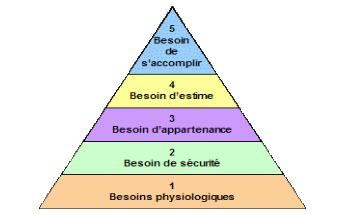
Pyramide de Maslow.

Le psychologue américain Abraham Maslow classe les besoins de manière hiérarchique, ses successeurs les représenteront sous la forme d'une pyramide, mais cette pyramide est une idée de Maslow lui-même. L'idée forte et positive de cette vision est qu'il convient d'abord — par analogie avec la façon dont on réalise une construction — de travailler les fondations, puis d'édifier successivement — l'un après l'autre — les différents étages supérieurs. Ainsi en priorité, il s'agit de satisfaire d'abord les « besoins fondamentaux », puis un à un, les besoins de « niveau inférieur », avant de pouvoir satisfaire de manière progressive les besoins situés aux niveaux supérieurs de la « pyramide ».

### Selon V. Henderson
En 1947, une infirmière américaine sur la base de son activité professionnelle présente une liste de quatorze besoins réputés fondamentaux.

### Selon Alderfer
Clayton Alderfer créant cette théorie en 1972, s’inspire de la classification hiérarchique des besoins selon Maslow. La vision est simplifiée en trois niveaux présentés comme complémentaires et non hiérarchisés (à la différence de la pyramide des besoins de Maslow). Elle se trouve davantage utilisée en gestion par les spécialistes en ressources humaines :
- le besoin d’existence correspond aux deux catégories de base de la pyramide des besoins : la sécurité et les besoins physiologiques. Ce facteur est influencé, en milieu de travail, par la rémunération et les conditions de travail principalement. Une fois ces facteurs contrôlés, les gestionnaires verront leurs employés plus motivés et plus accomplis[8] ;
- le besoin de sociabilité : l’être humain a besoin d'amour et d’appartenance. Il ressent le besoin d’être associé et d'inter-agir avec d'autres personnes et finalement de se faire reconnaître au sein d’un groupe[8] ;
- le besoin de croissance : l’être humain a besoin de s’épanouir. Il doit pouvoir réaliser ses ambitions, accomplir de nouvelles choses et grandir en tant qu’individu. L'épanouissement s'obtient en se fixant et en réalisant des objectifs[8].

### Selon McClelland
Cette théorie est construite en 1961 à partir de la mesure des besoins opérée à l'aide du Thematic Apperception Test (TAT). David McClelland fait ressortir trois types de besoins situés au sommet de la pyramide de Maslow, qui constituent à ses yeux la motivation au travail :
- les besoins de réalisation : ceci renvoie à l'envie de réussir (Accomplissement) ;
- les besoins de pouvoir : ceci renvoie à vouloir avoir de l'influence sur autrui ;
- les besoins d'affiliation : ceci renvoie au besoin de relations sociales satisfaisantes.

Ces trois types de besoins semblent montrer que « la volonté de réussir est une auto-motivation puissante ».

### Selon Manfred Max-Neef
« On croit traditionnellement que les besoins humains tendent à être infinis, qu'ils changent tout le temps, qu'ils sont différents dans chaque culture ou environnement et qu'ils sont différents à chaque période historique. Il est suggéré ici que ces hypothèses sont inexactes, car elles sont le produit d'une lacune conceptuelle ».
L'économiste chilien Max-Neef distingue d'une part les besoins et d'autre part les manières de les satisfaire, qu'il appelle d'un mot anglais : « satisfiers » (« combleurs »). Il postule que la difficulté à distinguer les deux nous fait croire que les besoins sont infinis, insatiables et évoluent constamment. Pour lui au contraire, les besoins humains fondamentaux sont en nombre fini, peu nombreux, classifiables et invariables ; on retrouve les mêmes à toutes les époques dans toutes les civilisations, indépendamment des circonstances socio-économiques. Il classe ainsi tous les besoins en neuf catégories : subsistance, protection, affection, compréhension, participation, oisiveté, création, identité, liberté. Dans ce modèle, il n'y a ni hiérarchie ni compétition entre les besoins. Ses travaux ont inspiré Marshall Rosenberg, le fondateur de la Communication non violente.
J. Fournier et N. Questiaux précisent que tous les besoins, même les plus nécessaires, sont déterminés par les conditions de la vie dans la société. Les deux chercheurs fondent leur précision sur une citation de Karl Marx : « La faim est la faim, mais la faim qui se satisfait de viande cuite, mangée avec un couteau, est une forme de faim différente de celle qui dévore la viande crue avec les ongles, les mains et les dents ».

## Politique
Selon Razmig Keucheyan, le consumérisme crée des besoins artificiels afin d'entretenir l'économie capitaliste. Selon Ágnes Heller, les besoins aliénants créés par le consumérisme sont tout autant des leurres que l'idée selon laquelle il existerait des besoins collectifs absolus dans la société, car ces derniers ne sont selon elle qu'un levier servant de justification à des politiques publiques décidées par une bureaucratie. Pour Heller, il importe surtout de prendre en compte les « besoins radicaux », c.-à-d. des besoins (ressentis par des individus, par exemple le besoin de loisirs) qui ne peuvent pas être comblés au sein du système capitaliste et nécessitent donc une lutte révolutionnaire.